# Příkop (Malé Výkleky)
Rybník Příkop o rozloze 0,5 ha se nalézá na západním okraji obce Malé Výkleky v okrese Pardubice. Rybník je využíván pro chov ryb. Z rybníka vytéká Babidolský potok, který dále protéká rybníkem Záhumeník a Babidolským rybníkem.